# Ōgaki
Ōgaki (jap. 大垣市 Ōgaki-shi) ist eine seit dem frühen 3. Jahrtausend aus drei nicht zusammenhängenden Teilen bestehende kreisfreie Stadt (-shi) und Großstadt in der japanischen Präfektur Gifu.

## Geographie

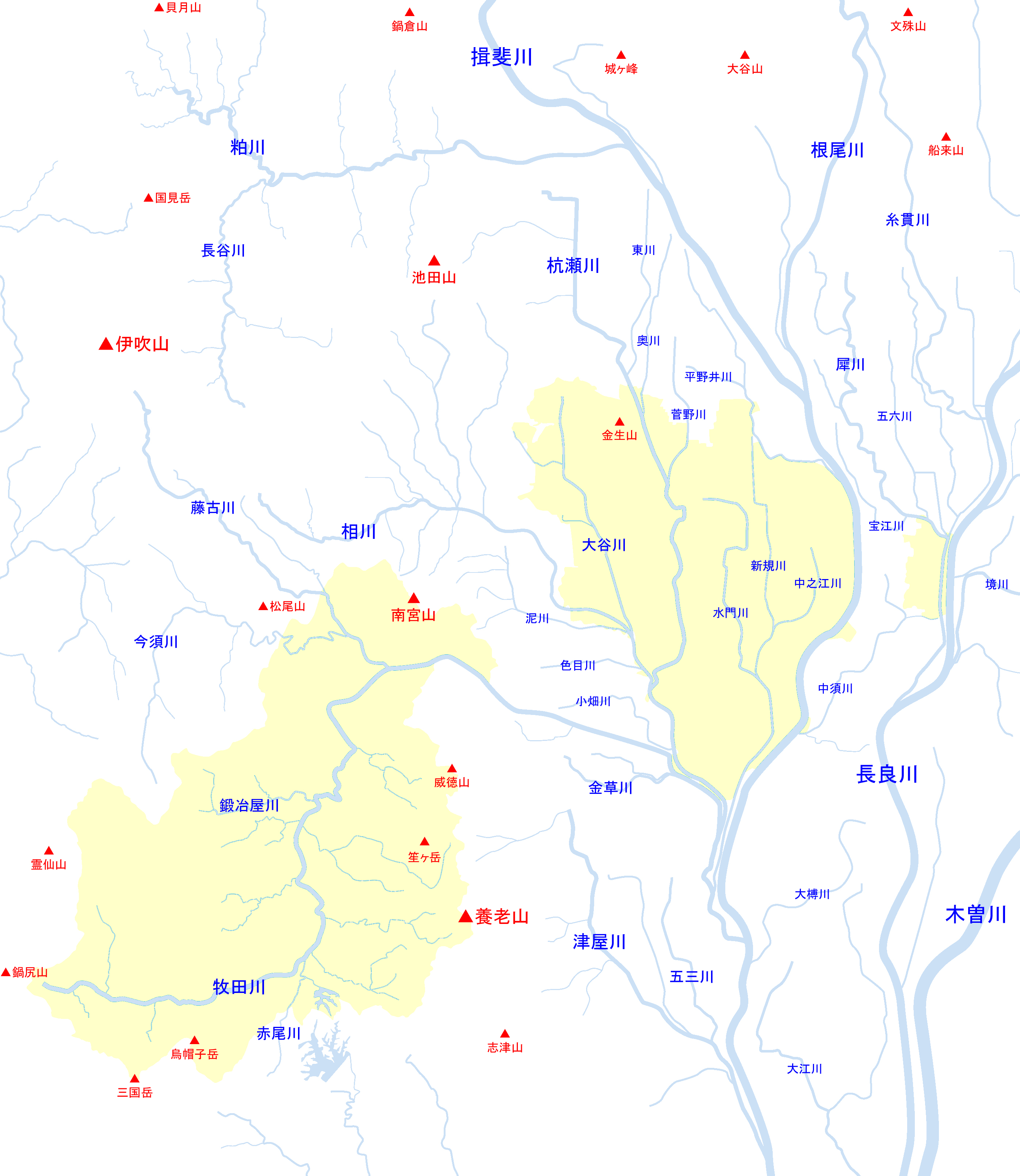
Flüsse auf dem Stadtgebiet von Ōgaki (gelb hervorgehoben)

Ōgaki liegt westlich der Stadt Gifu.
Der östliche Teil von Ōgaki liegt am rechten Ufer des Flusses Nagara. Der westliche Teil von Ōgaki liegt am rechten Ibi-Zufluss Makita (牧田川 Makita-gawa, auch Makida-gawa gelesen). Der zentrale Teil der Stadt liegt am Ibi-gawa.

## Geschichte
Mit dem Bau der Burg Ōgaki 1535 durch Miyagawa Yasusada auf Anweisung von Shogun Ashikaga Yoshiharu wurde Ōgaki zu einer Burgstadt. Sie wurde 1546 durch Oda Nobunaga erobert. Nach der Niederlage von Oda Nobutaka gab Toyotomi Hideyoshi die Burg an Ikeda Nobuteru. Danach wurde die Burg 1590 Residenz von den Itō, 1600 der Ishikawa, 1616 der Hisamatsu, 1624 der Okabe, 1633 wieder der Hisamatsu und schließlich von 1634 bis 1868 der Toda mit einem Einkommen von 100.000 Koku.
Ōgaki wurde am 1. April 1918 zur Stadt erhoben.

## Verkehr

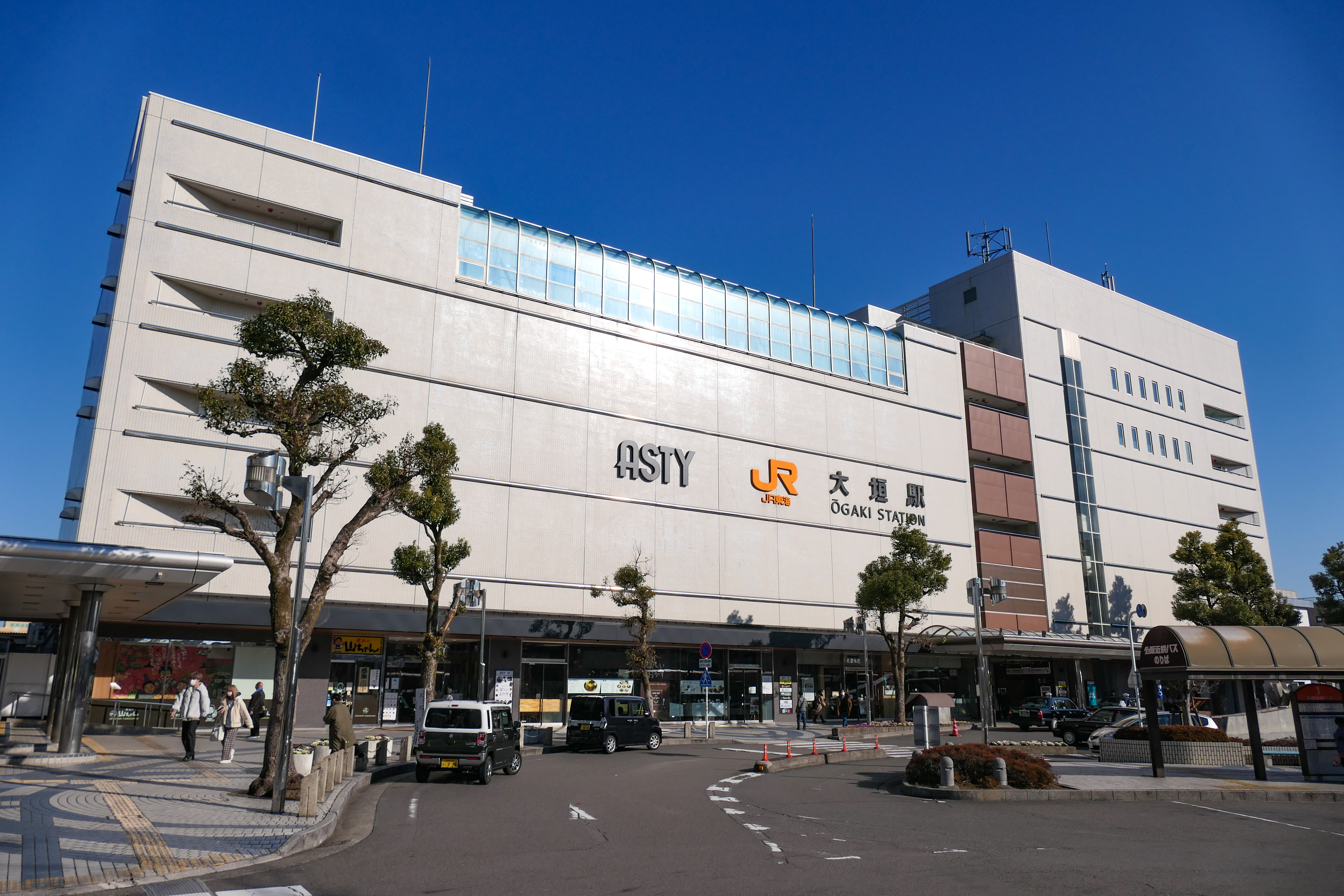
Bahnhof Ōgaki

Ōgaki lag während der Edo-Zeit an der bedeutenden Poststraße Nakasendō. Heute ist die Stadt über die Nationalstraße 21 erreichbar. Der Bahnhof Ōgaki ist ein bedeutender Verkehrsknotenpunkt an der Tōkaidō-Hauptlinie; hier zweigen die Mino-Akasaka-Linie, Tarumi-Linie und die Yōrō-Linie ab.

## Sehenswürdigkeiten
- Burg Ōgaki
- Matsuo-Bashō-Museum

## Söhne und Töchter der Stadt
- Nanjō Bun’yū (1849–1927), Buddhismuskundler und Religionswissenschaftler
- Yabashi Rokurō (1905–1988), Maler im Yōga-Stil
- Moriya Tadashi (1912–2003), Maler
- Jin Hiratsuka (* 1999), Fußballspieler
- Hiroshi Tanahashi (* 1976), Wrestler

## Weblinks

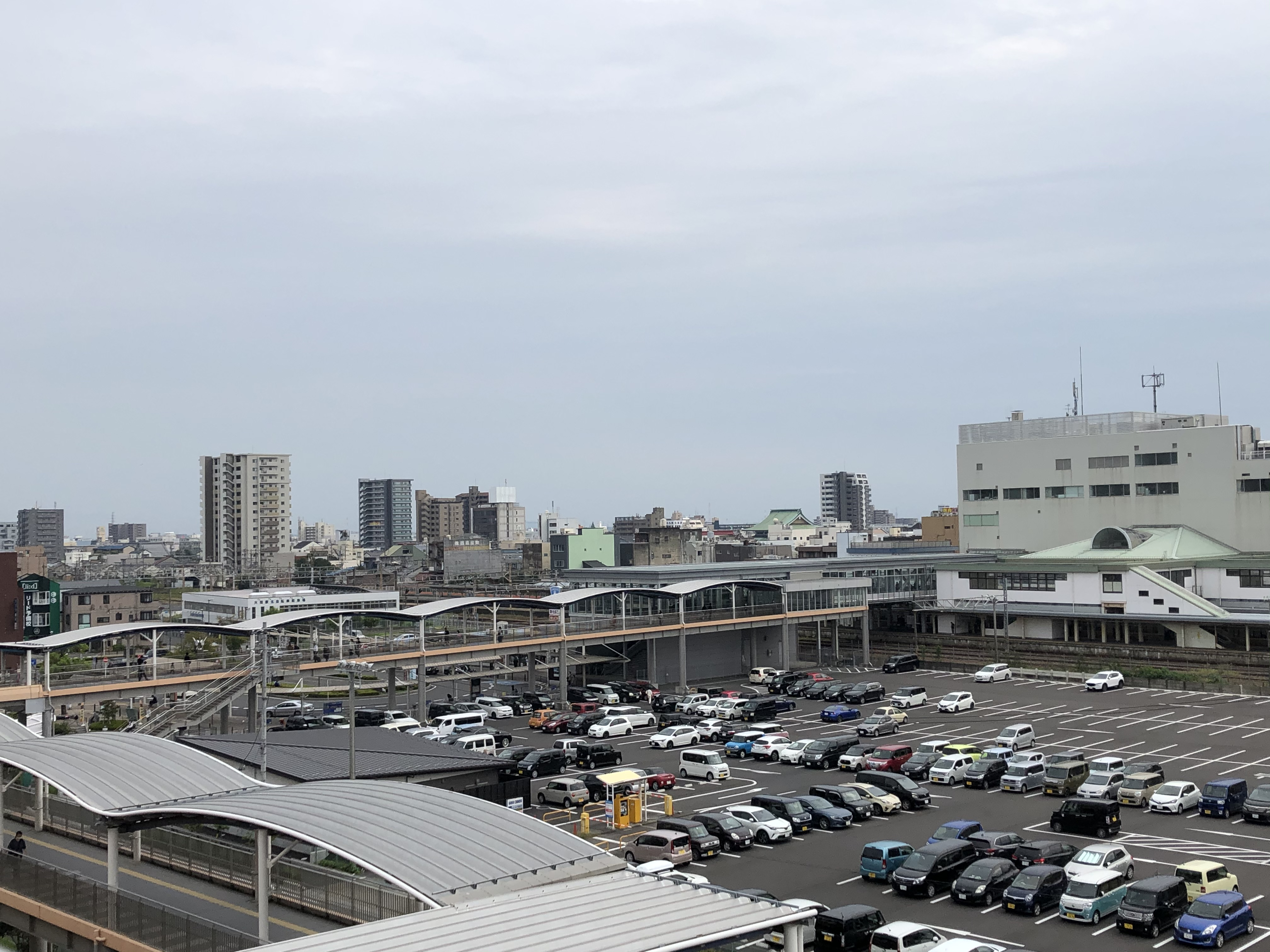
Skyline der Stadt Ogaki

## Städtepartnerschaften
- Changwon
- Handan
- Stuttgart (Städtefreundschaft)
- Namur

## Angrenzende Städte und Gemeinden
- Gifu
- Hashima
- Mizuho
- Sekigahara
- Maibara
- Inabe